# Родовища слюди
Родовища слюди
Головні постачальники листової слюди - Індія та Бразилія. За валовим виробництвом лідирують США (зокрема Північна Кароліна). На літієву слюду багаті родовища Намібії. Головним виробником флогопіту є Мадагаскар. В Росії родовища флогопіту розташовані в Іркутській області, Карелії; флогопіту — на Забайкаллі, Якутії, Таймирі та Кольському п-ові.
До дуже великих родовищ слюди належать родовища з розвіданими запасами понад 25 тис. т,  до великих — родовища із запасами від 5 до 25 тис. т, до середніх – від 1 до 5 тис. т і до малих – із запасами менше 1 тис. т. Великі запаси мусковіту мають Індія (вона дає 80% світового видобутку слюди) і Бразилія. Основні ресурси флогопіту зосереджені в Малагасійській Республіці (Африка). Велика кількість слюдяного дріб'язку –  скрапу видобувається в США.
Великих концентрацій, з утворенням промислово цінних кристалів, слюди досягають лише при високотемпературних гідротермально-метасоматичних процесах в умовах значних глибин. Залежно від геологічних умов і хімічного складу середовищ мінералоутворення в одному випадку утворюється мусковіт, в іншому флогопіт або біотит. Промислові родовища мусковіту завжди представлені слюдяними (мусковітовими) пегматитами, в яких мусковіт разом з польовим шпатом і кварцом є головним породотвірним мінералом.
Родовища мусковітових пегматитів є в Росії, Україні, Індії, США, Канаді, Китаї тощо. Найбільші родовища флогопіту розміщені на півдні Східного Сибіру (Алданський слюдоносний район, Слюдянка) і на Кольському півострові (Ковдорський масив). Крім того, відомі родовища флогопіту в древніх породах Паміру, на р.Єнісей, Далекому Сході, на островах Мадагаскар, Шрі-Ланка, а також в Індії, Фінляндії. Вермікуліт може утворюватися як гідратацією біотиту і флогопіту магматичних порід (Ковдорське та інші родовища на Кольському півострові, деякі родовища на Уралі, в Приморському краї, а також в США, Південній Африці та інших країнах), так і в результаті гідратації залізо-магнієвих слюди метаморфічних порід: амфіболітів, ґнейсів, слюдитів тощо (родовища Приазов'я – Кам'яні Могили, Темрюк, Родіонівське, Куйбишевське, невеликі родовища на Криворіжжі, Побужжі, в РФ – на Уралі, в Кокчетавській області та ін.). Окремі родовища містять дуже великі запаси вермікуліту, що обчислюються сотнями тисяч і мільйонами тонн. У багатьох випадках такі родовища є комплексними — флогопіт-вермікулітові. 